# مؤسسه ملی فیل

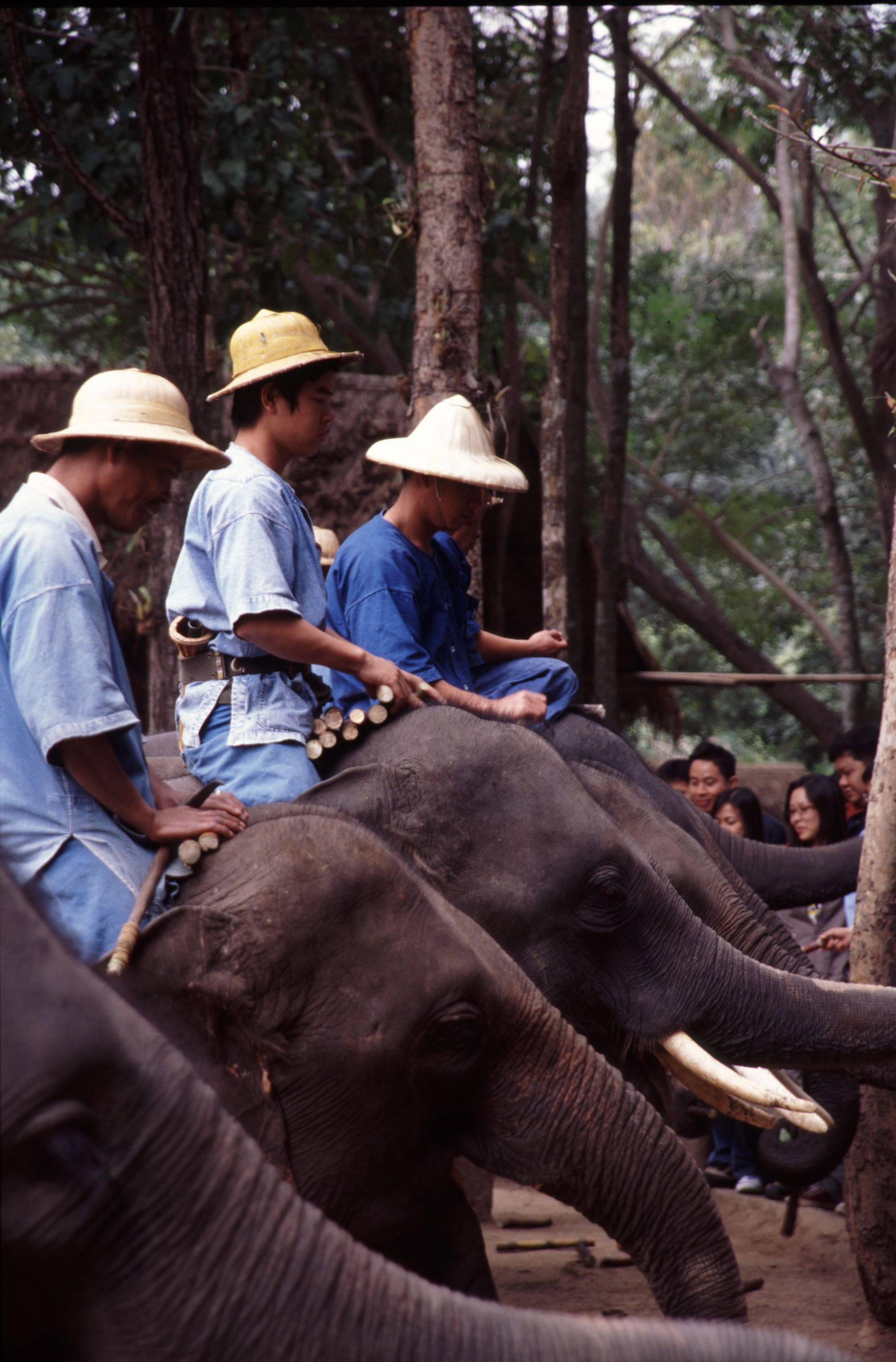
فیل‌ها در مؤسسه

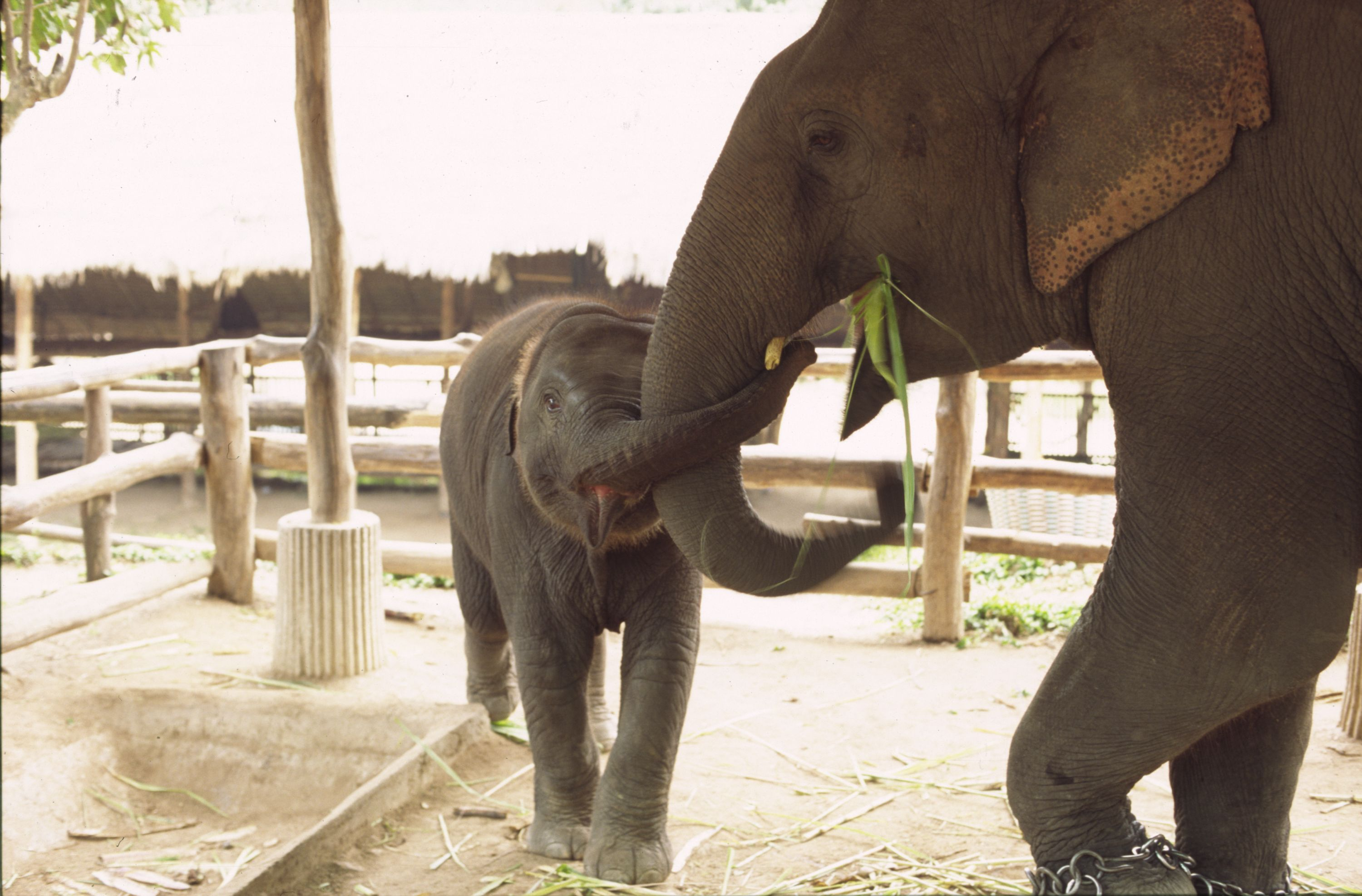
فیل مادر و فرزندش

مؤسسه ملی فیل (به تایلندی: สถาบันช้างแห่งชาติ) به عنوان مرکز حفاظت فیل تایلندی در سال ۱۹۹۳ تأسیس شد. در ژانویه ۲۰۰۲ برای گسترش دامنه فعالیت حفاظتی از فیل تایلندی و رسیدگی به مسائل مربوط به آن تغییر نام این مرکز حفاظتی به مؤسسه ملی فیل مطرح شد. این مؤسسه در شهرستان هنگ چت در استان لامپانگ قرار دارد. چیانگ مای دانشکده دانشگاه دامپزشکی با این مؤسسه در ارتباط است. این مؤسسه همچنین به فعالیت در امر گردشگری نیز می‌پردازد.